# Terellia sabroskyi
Terellia sabroskyi är en tvåvingeart som beskrevs av Amnon Freidberg 1982. Terellia sabroskyi ingår i släktet Terellia och familjen borrflugor. Inga underarter finns listade i Catalogue of Life.